# Старий Просвіт
Старий Просві́т (рос. Старый Просвет) — селище у складі Кетовського району Курганської області, Росія. Адміністративний центр Старопросвітської сільської ради.
Населення — 1106 осіб (2010, 1035 у 2002).